# Brevicyclops viduus
Brevicyclops viduus – gatunek widłonoga z rodziny Cyclopidae. Opisali go w 2015 roku indyjscy zoolodzy Venkateswara Rao Totakura i Yenumula Ranga Reddy. Miejsce typowe to studnia rolna we wsi Araveetikota w dystrykcie Prakasam w indyjskim stanie Andhra Pradesh (współrzędne 15°34,746′N 78°55,561′E/15,579100 78,926017, wysokość 263 m n.p.m.).